# Florian Trimpl

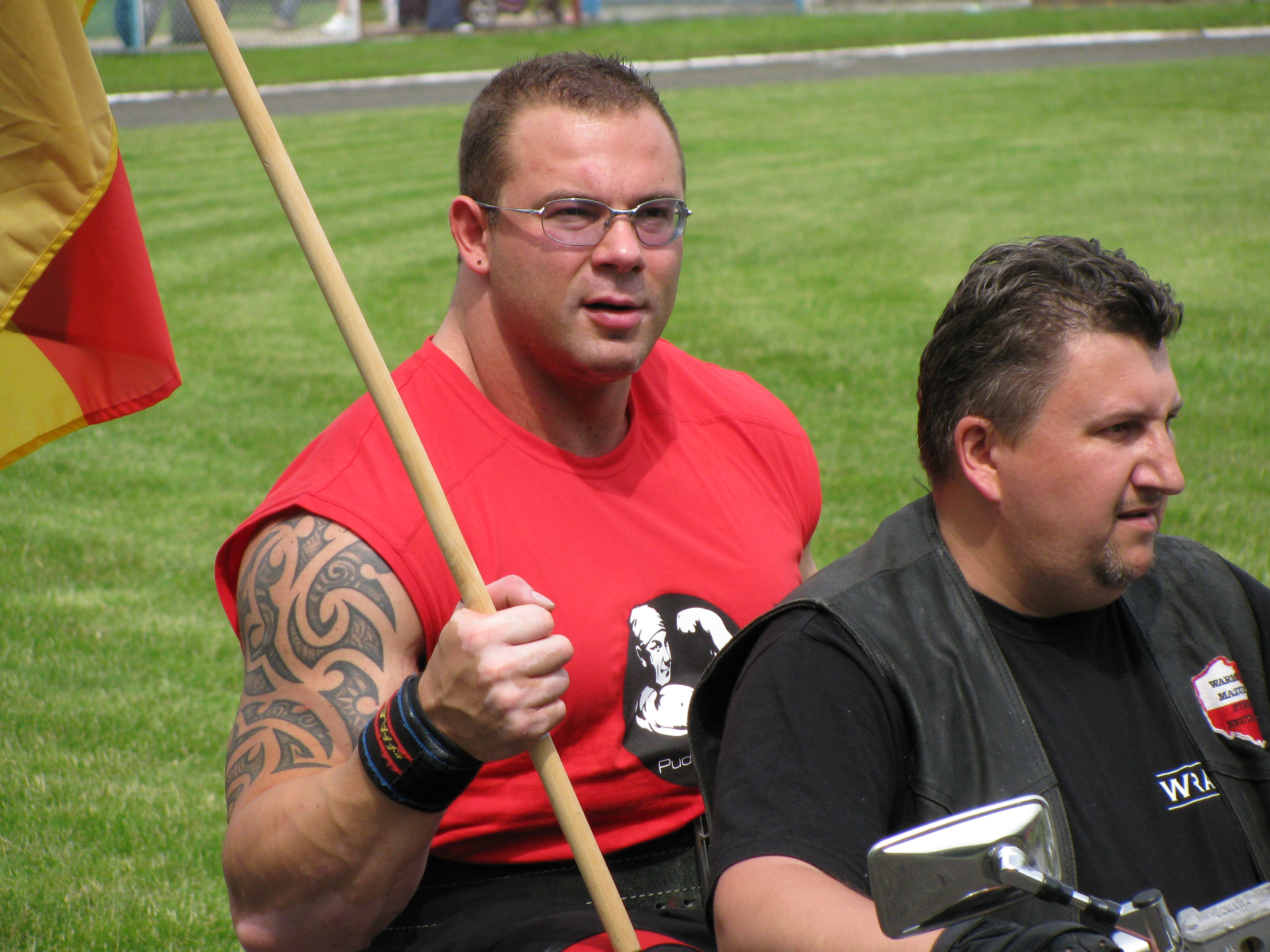
Florian Trimpl podczas Mistrzostw Europy Strongman 2009.

Florian Trimpl (ur. 9 lipca 1979) – niemiecki strongman.
Obecnie jeden z najlepszych niemieckich siłaczy. Mistrz Niemiec Strongman w 2009 r.

## Życiorys
Florian Trimpl trenuje jako strongman od 2004 r. Jego trenerem jest jeden z najlepszych niemieckich siłaczy, Martin Muhr, który zakończył już karierę strongmana.

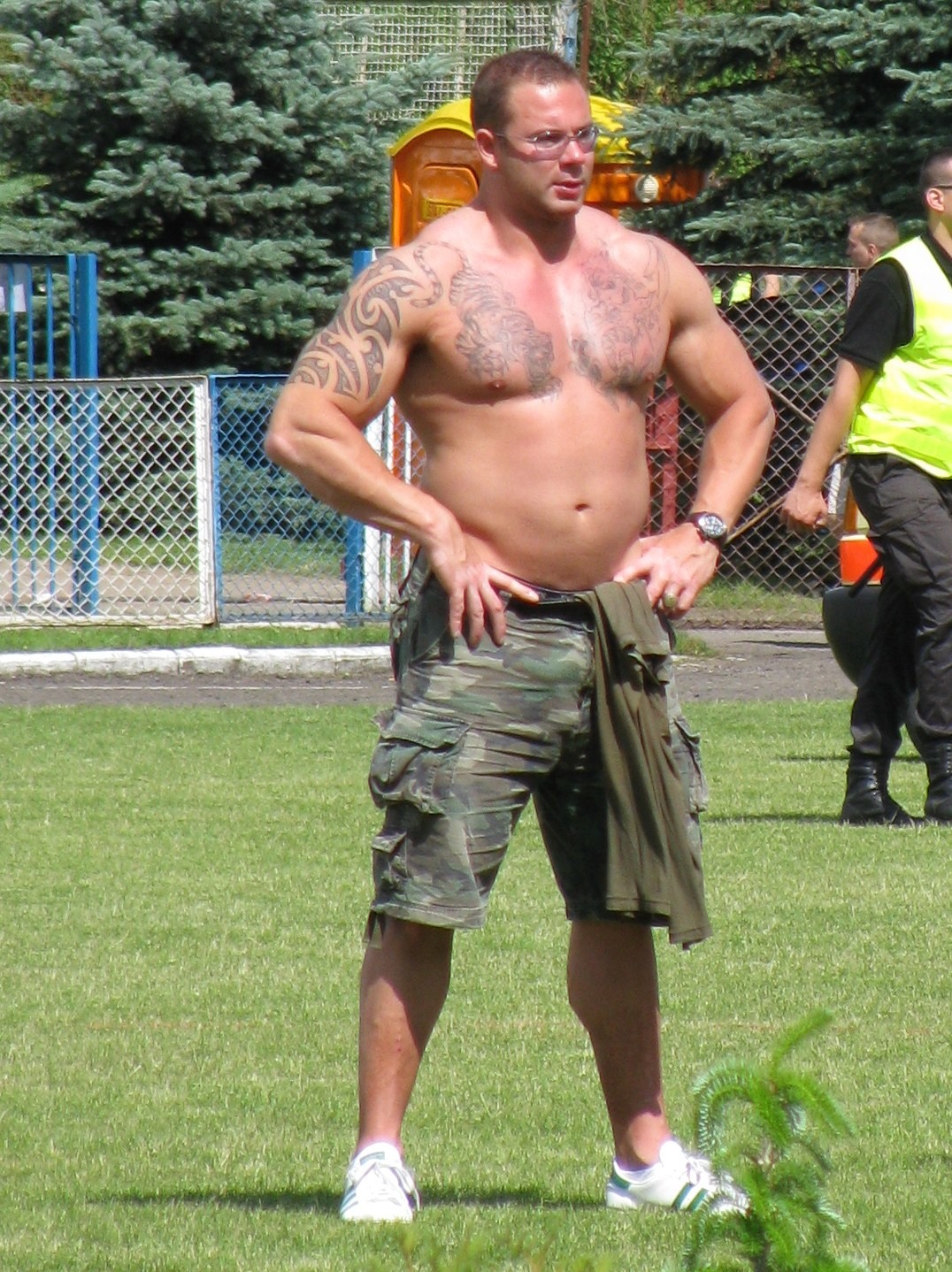
Florian Trimpl w 2009 r.

Wziął udział w indywidualnych Mistrzostwach Świata Strongman 2007, Mistrzostwach Świata Strongman 2008 i Mistrzostwach Świata Strongman 2009, jednak dotychczas nie zakwalifikował się do finałów. W Mistrzostwach Europy Strongman 2009, rozgrywanych w Bartoszycach, również nie zakwalifikował się do finału.
Mieszka w mieście Straubing, w Bawarii.
Wymiary:
- wzrost 194 cm
- waga 132 – 140 kg
- biceps 51 cm
- klatka piersiowa 137 cm
- talia 108 cm

Rekordy życiowe:
- przysiad 320 kg
- wyciskanie 220 kg
- martwy ciąg 350 kg

## Osiągnięcia strongman
- 2005
  - 10. miejsce - Puchar Świata Siłaczy 2005: Norymberga
- 2006
  - 2. miejsce - Mistrzostwa Niemiec Strongman
  - 9. miejsce - Puchar Świata Siłaczy 2006: Wiedeń
  - 10. miejsce - Puchar Świata Siłaczy 2006: Podolsk
- 2007
  - 11. miejsce - Puchar Świata Siłaczy 2007: Ryga
  - 5. miejsce - Puchar Świata Siłaczy 2007: Moskwa
  - 11. miejsce - Puchar Świata Siłaczy 2007: Dartford
  - 2. miejsce - Mistrzostwa Niemiec Strongman
- 2008
  - 4. miejsce - Mistrzostwa Niemiec Strongman
  - 9. miejsce - Super Seria 2008: Lysekil
- 2009
  - 1. miejsce - Mistrzostwa Niemiec Strongman